# Föllmarsberg
Föllmarsberg ist ein Gemeindeteil der Stadt Bad Berneck im Fichtelgebirge im Landkreis Bayreuth (Oberfranken, Bayern). Föllmarsberg liegt in der Gemarkung Escherlich.

## Geografie
Die Einöde liegt westlich der Brandleite, einer Erhebung des Fichtelgebirges. Eine Gemeindeverbindungsstraße führt nach Schmelz (0,6 km südwestlich) bzw. nach Föllmar (0,7 km nordöstlich).

## Geschichte
Von 1797 bis 1810 unterstand Föllmarsberg dem Justiz- und Kammeramt Gefrees. Infolge des Ersten Gemeindeedikts wurde Föllmarsberg dem 1812 gebildeten Steuerdistrikt Goldkronach und der zugleich gebildeten Ruralgemeinde Föllmar zugewiesen. Mit dem Zweiten Gemeindeedikt (1818) wurde diese Teil der Ruralgemeinde Escherlich. Im Zuge der Gebietsreform in Bayern wurde Föllmarsberg am 1. Mai 1978 in Bad Berneck im Fichtelgebirge eingegliedert.

### Einwohnerentwicklung
| Jahr      | 001818 | 001861 | 001871 | 001885 | 001900 | 001925 | 001950 | 001961 | 001970 | 001987 |
| Einwohner | 7      | *      | 6      | 8      | 10     | 8      | 5      | 7      | 5      | 13     |
| Häuser    | 1      |        |        | 1      | 1      | 1      | 1      | 1      |        | 2      |
| Quelle    | [ 5 ]  | [ 8 ]  | [ 9 ]  | [ 10 ] | [ 11 ] | [ 12 ] | [ 13 ] | [ 14 ] | [ 15 ] | [ 1 ]  |

## Religion
Föllmarsberg ist evangelisch-lutherisch geprägt und nach St. Erhard (Goldkronach) gepfarrt.